# Межирич (Черкасская область)
Межи́рич (укр. Межиріч) — село в Каневском районе Черкасской области Украины.
Находится в междуречье Роси и Росавы в пятнадцати километрах от Канева.

## Население
Население по переписи 2001 года составляло 904 человека. Занимает площадь 2.31 км². Почтовый индекс — 19035. Телефонный код — 04736.

## Межиричская стоянка

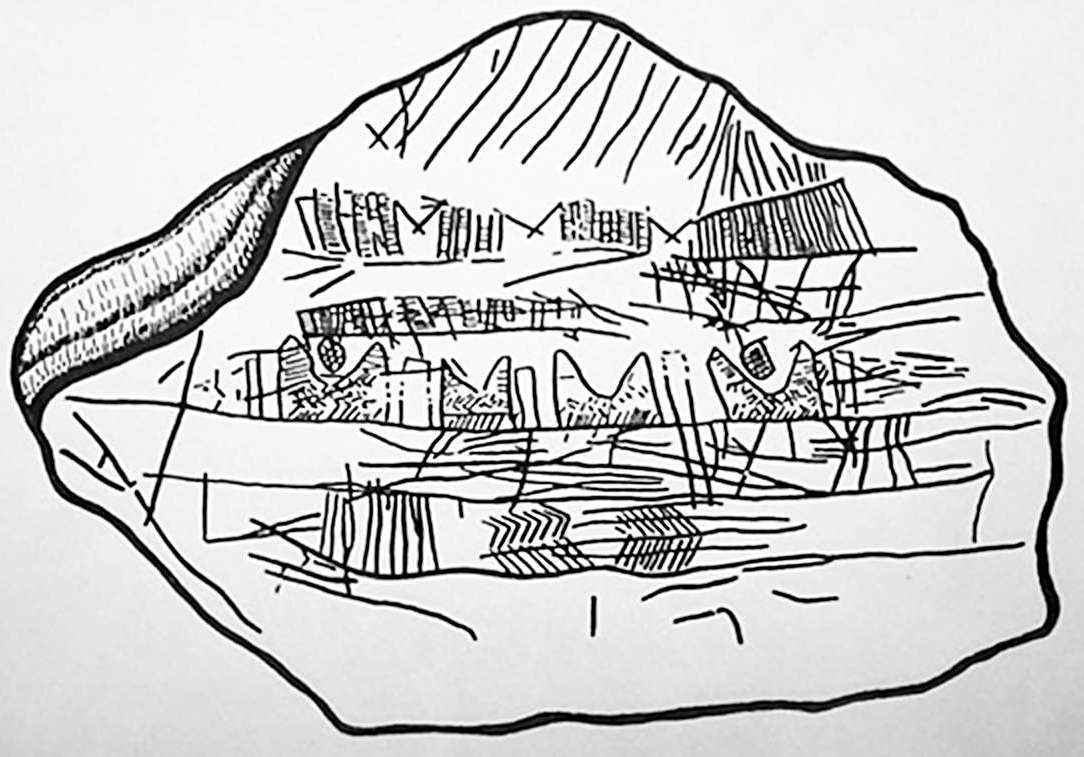
Межиричская карта

У села Межирич находится Межиричская стоянка охотников на мамонтов позднего палеолита. На одном из бивней мамонта с Межиричской стоянки изображена примитивная схема местности, состоящая из семи рядов изображений. Возможно, это самая древняя карта, найденная на территории Украины. Стоянки Межиричская, Добраничевка, Тимоновка 1-2, Супонево, Юдиново, Гонцы, Кирилловская, Мезинская, Радомышль, Пушкари 1, Бердыж, Авдеево и Хотылёво 2 образуют Днепро-Деснинский район охотников на мамонтов.

## Местный совет
19035, Черкасская обл., Каневский р-н, c. Межирич